# 六分儀座53
六分儀座53，又名CD-2315618，HD 185404、SAO 188407、HR 7470，是六分儀座的一颗恒星，视星等为6.34，位于銀經16.41，銀緯-20.64，其B1900.0坐标为赤經19h 33m 48.9s，赤緯-23° -20.64′ 18″。